# 活动管理

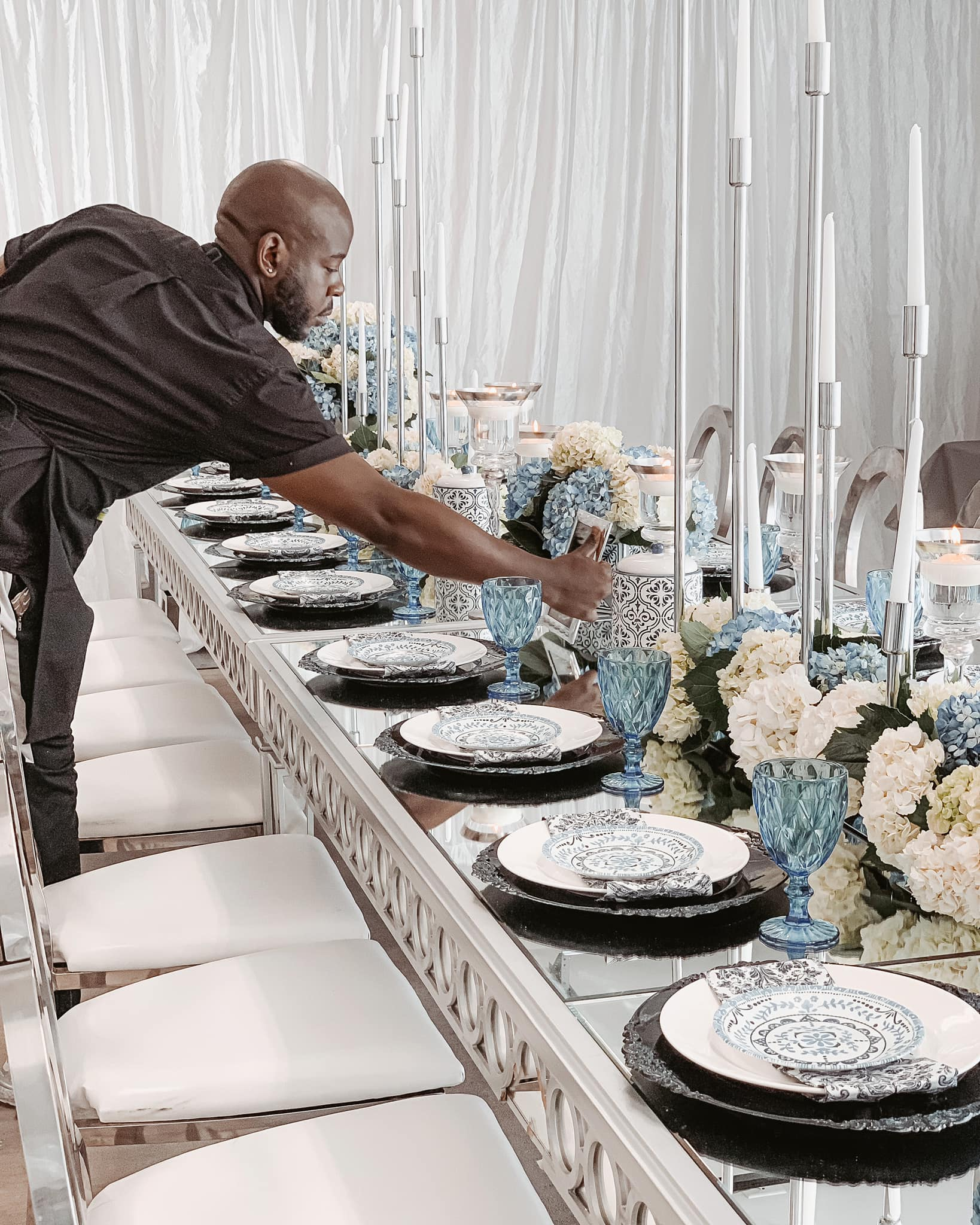
活动策划者

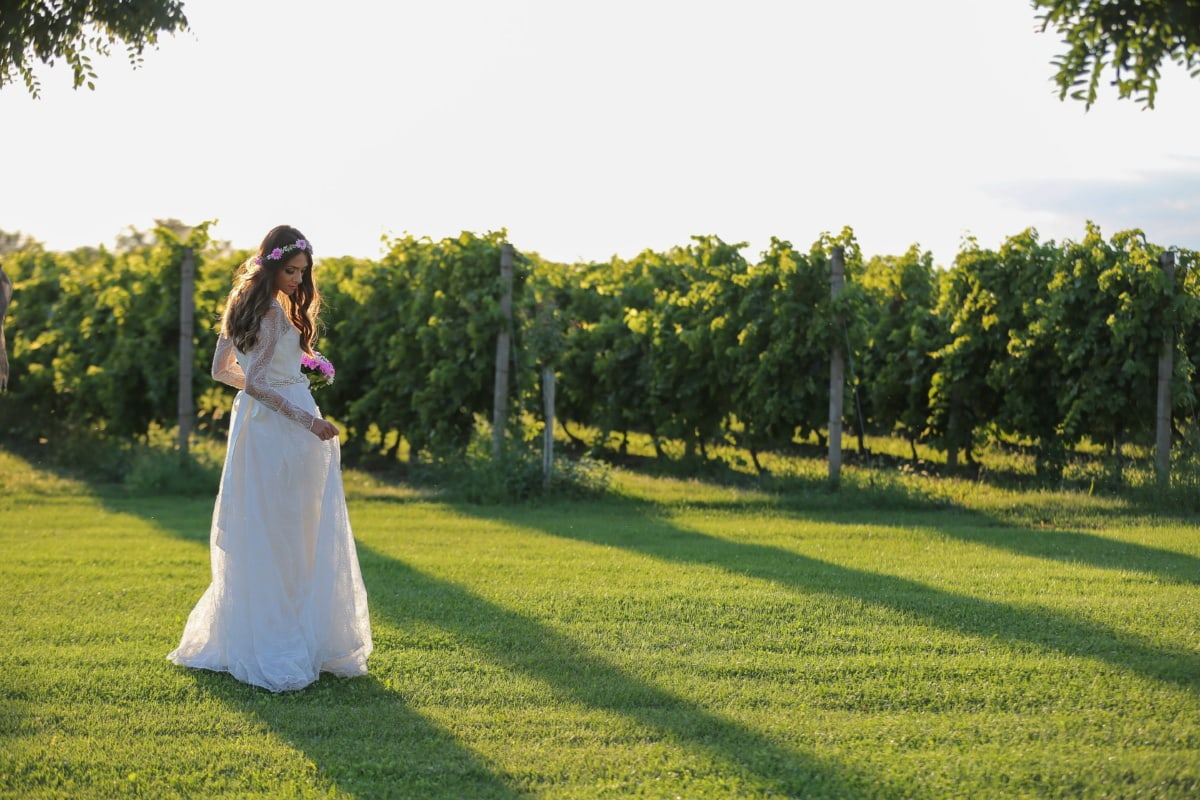
葡萄园中的婚礼

活动管理（Event management）是将项目管理应用于个人或企业活动（如节日、会议、仪式、婚礼、正式聚会、音乐会或大会），包括研究品牌、确定目标受众、设计活动概念以及活动开始前的协调工作。